# Angostura quinquefolia
Angostura quinquefolia é uma espécie de árvore nativa do Brasil, especificamente dos Estados do Pará e do Maranhão.
Este nome de espécie foi publicado pela primeira vez em 1998. A autoridade científica da espécie é a botânica Jacquelyn Ann Kallunki.

## Descrição
Angostura quinquefolia é uma espécie de planta com flores da família Rutaceae. É nativa do Brasil, onde é encontrada na floresta amazônica. É um arbusto encontrada em prados úmidos, margens de riachos e bosques úmidos.

## Usos e benefícios
É usada como planta ornamental em jardins e parques. De aroma agradável, é frequentemente usada em perfumes e fragrâncias. A planta também é usada na medicina tradicional para tratar várias doenças, como febre, resfriados e dores de cabeça.

## Cultivo e propagação
É uma planta perene que prefere solos úmidos e bem drenados e pode tolerar alguma seca. Ela cresce melhor em pleno sol ou sombra parcial. A propagação é feita pela divisão dos tufos na primavera ou por sementes. As sementes devem ser semeadas em um quadro frio assim que estiverem maduras. 

## Espécies do gênero Angostura
- Angostura alipes
- Angostura bracteata
- Angostura candolleana
- Angostura cuneifolia
- Angostura engleriana
- Angostura glazioviana
- Angostura granulosa
- Angostura kunorum
- Angostura longifora
- Angostura magdalenensis
- Angostura martiana
- Angostura ossana
- Angostura quinquefolia
- Angostura simplex
- Angostura tapajozensis
- Angostura taubertiana
- Angostura trifoliata
- Angostura undulata[3]